# Mechanische Galeone
Die Mechanische Galeone ist ein kunstvolles Tischornament in Form eines Schiffes. Sie ist außerdem ein Automat und eine Uhr. Hergestellt wurde sie etwa 1585 von Hans Schlottheim in Süddeutschland. Sie befand sich im Besitz von August (Kurfürst von Sachsen).  Heute ist das Modell im British Museum in London. Zwei ähnliche Exemplare befinden sich in Museen in Frankreich (Château d'Écouen) und Österreich (Kunsthistorisches Museum).

## Herstellung
Im 16. Jahrhundert kam die Begeisterung für Automaten auf, deren Herstellung von Machthabern wie Rudolf II. und Süleyman I. finanziert wurde. Man vermutete zunächst, dass sich die Mechanische Galeone im Besitz von Rudolf II in Prag befand, aber neuere Hinweise deuten darauf hin, dass sie 1585 zum Inventar der Kunstkammer von August (Sachsen) gehörte.
Hans Schlottheim war ein Goldschmied und Uhrenmacher, der von 1547 bis 1625 lebte. Die Automaten wurden möglich gemacht durch die Entwicklung von gewickeltem gehärteten Stahl. Dadurch war es möglich, potentielle Energie in einer Feder zu speichern und so eine tragbare Energiequelle zu schaffen. Uhren waren zu dieser Zeit neu und wurden als Magie gesehen.

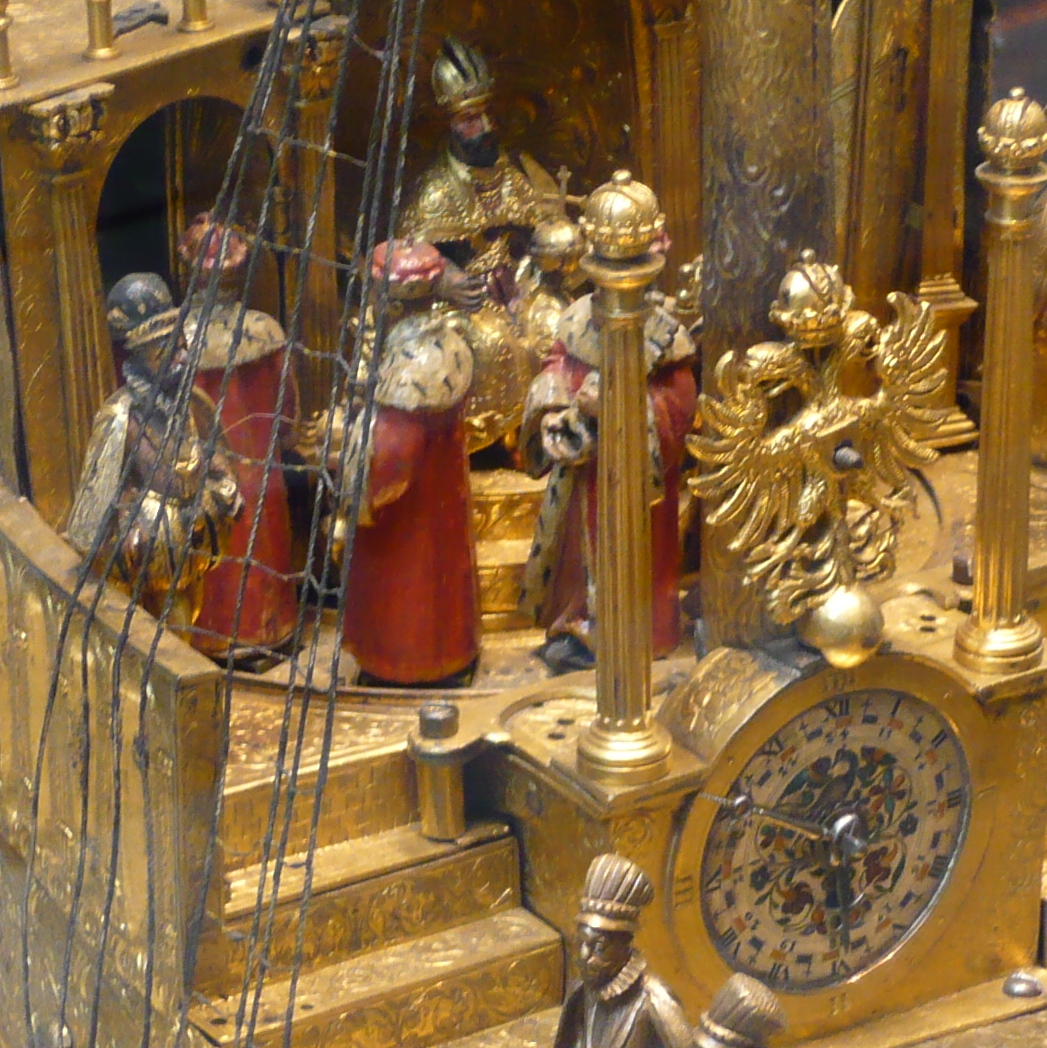
Detail, das die Uhr, deren Besitzer, die anderen sechs Kurfürsten und den Römisch-deutschen Kaiser zeigt.

Das Schiff konnte auf Rädern bewegt werden, was verbreitet war; heute sind die Räder entfernt. Die Stunden und Viertelstunden der Uhr wurden von verkehrt herum stehenden Glocken im Krähennest geschlagen. Mechanische Musik wurde gespielt und von einer Trommel begleitet. Auf dem Schiff ist eine Uhr, die aber klein ist und neben dem detailreichen Sockel des größten Mastes kaum auffällt. Sieben Kurfürsten, darunter August, gehen vor der sitzenden Figur von Kaiser Rudolf II.
Zuletzt machte das Schiff Geräusche und Rauch, als ob Kanonen abgefeuert würden und Trompeten dröhnten. Es wurde behauptet, dass die Mechanische Galeone „die langweiligsten kaiserlichen Bankette belebt hätte, indem sie mit lodernden Kanonen und blasenden Trompeten entlang des Tisches fuhr“.
Die Komplexität des Schiffes hatte zur Folge, dass Hans Schlottheim drei separate Uhrwerke einbauen musste. Eines betrieb das Geläut der Uhr, aber stellte auch Energie für die sieben sich drehenden Kurfürsten zur Verfügung. Die Musik inklusive der Trommel wurde von einem anderen Motor betrieben und der dritte Motor verlieh dem Schiff Bewegung. Der Mechanismus war alle 24 Stunden aufzuziehen.
Ein anderes Meisterwerk Schlottheims war eine Uhr, die zur zwölften Stunde ein mechanisches Krippenspiel vorführte. Joseph schaukelte Jesus’ Wiege, gefolgt von der Ankunft der Drei Könige und der Hirten. Maria verbeugte sich, um sie willkommen zu heißen. Dann bewegten sich zwei Engel nach oben und unten, während Gott zum Vorschein kam und sie segnete. Die Uhr soll im Zweiten Weltkrieg verloren gegangen sein.

## Heutiger Zustand
2010 funktionierte die Mechanische Galeone nicht mehr. Das Fell der Trommel ist nicht mehr vorhanden und die ursprünglichen Räder wurden durch Füße ersetzt. Die acht Figuren auf dem Deck sind keine Originale, aber es wurden Abgüsse von ihnen genommen. Es ist bekannt, dass die Figuren auf dem Deck Trommeln und Trompeten hielten.

## Herkunft

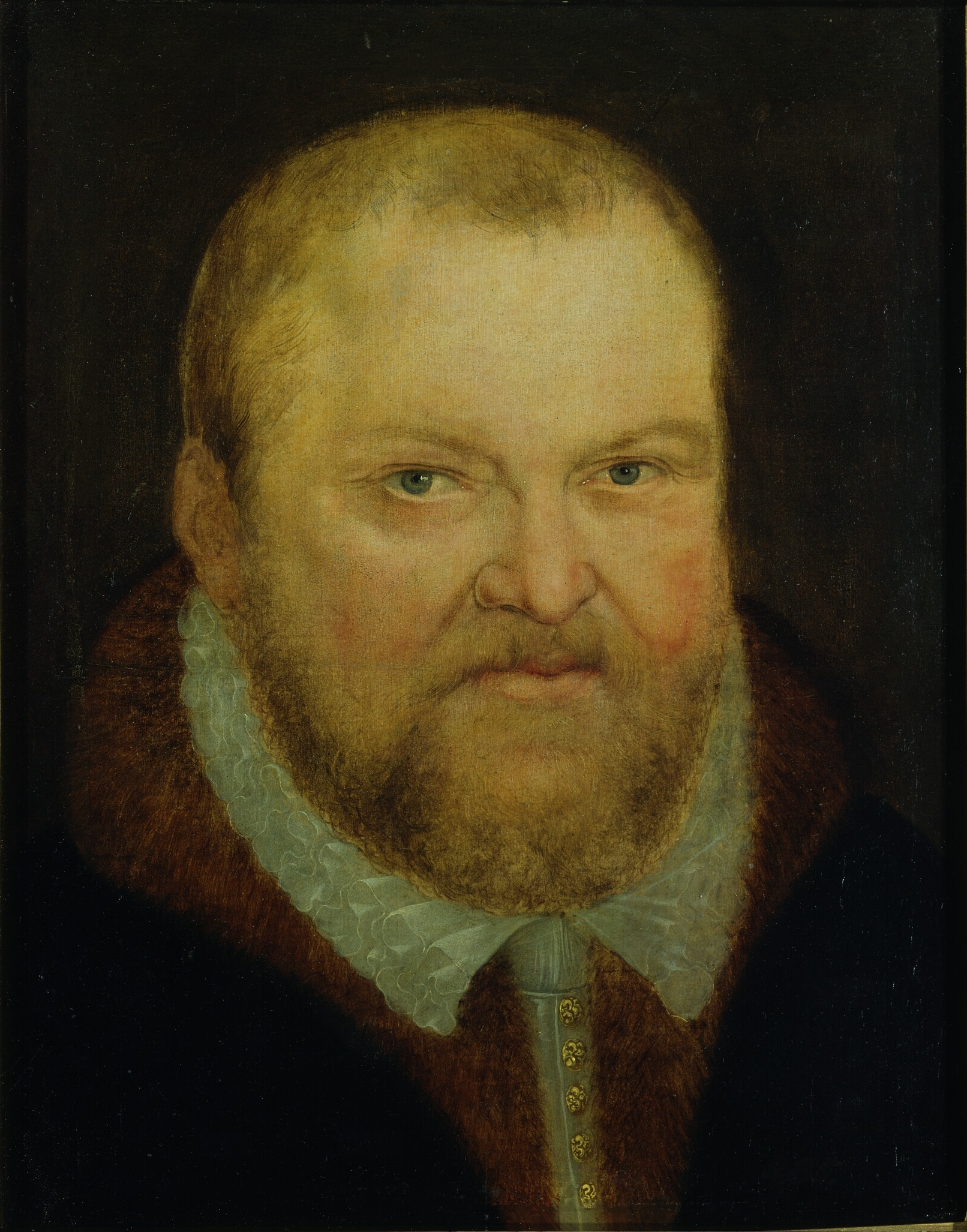
Der Besitzer des Schiffes: August (Sachsen)

Octavius Morgan machte dem British Museum mehrere großzügige Spenden, darunter im Jahr 1866 diesen Automaten. Davor könnte es ein Exemplar sein, das 1885 in einer Bestandsaufnahme im Grünen Gewölbe in Dresden genannt wurde. Es soll Rudolf II. gehört haben.
Vom selben Handwerker sind ähnliche Tischornamente bekannt; das Ähnlichste befindet sich im Musée de la Renaissance in Écouen (Frankreich). Das Tischornament, das Rudolf II gehörte, ist silbern und befindet sich im Kunsthistorischen Museum Wien.

## Nachbildungen
Das Museum Speelklok in Utrecht besitzt eine funktionierende Replik des Schiffes inklusive einer Miniaturkanone.

## Galerie

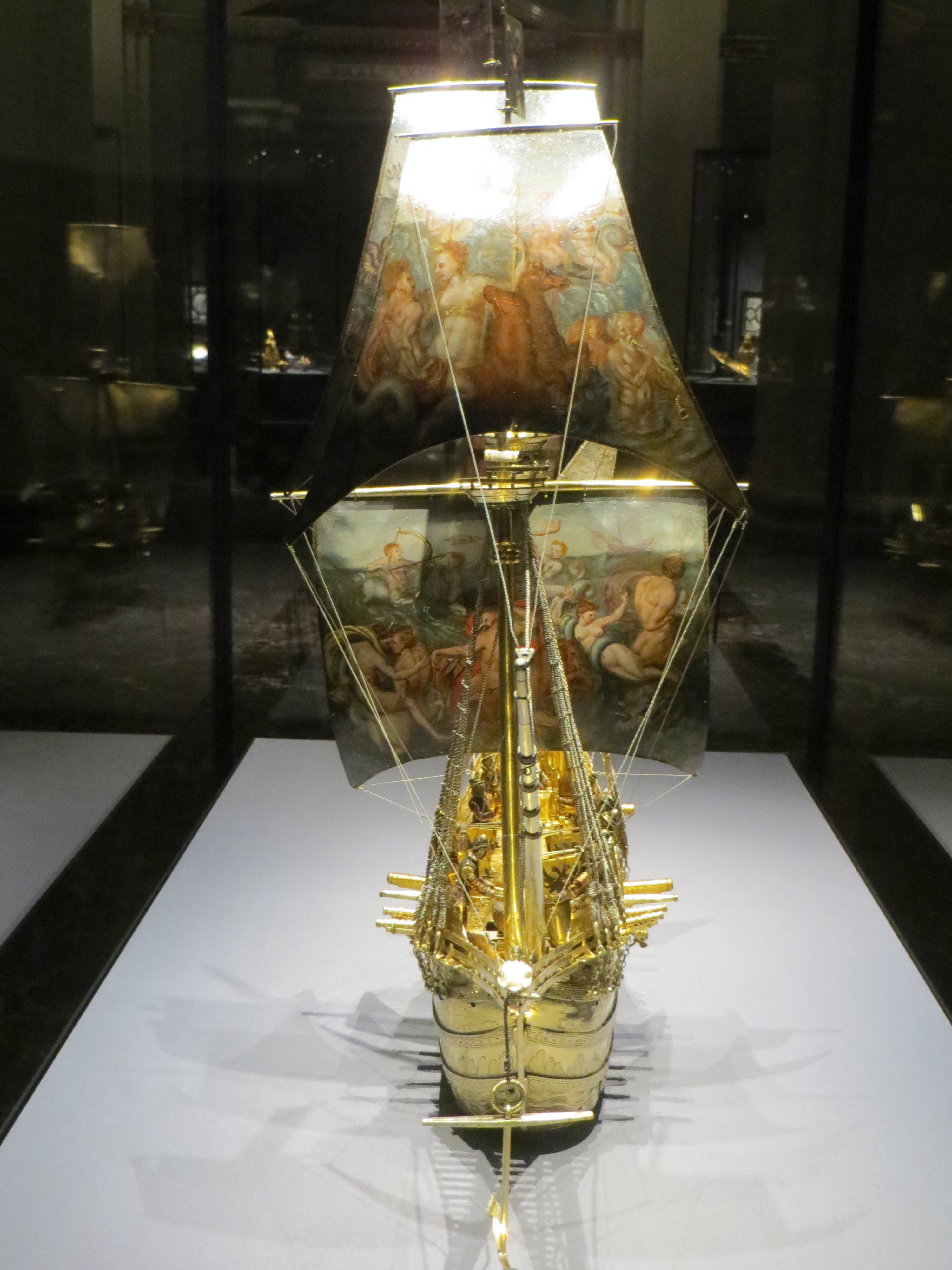
Galeone aus dem Kunsthistorischen Museum
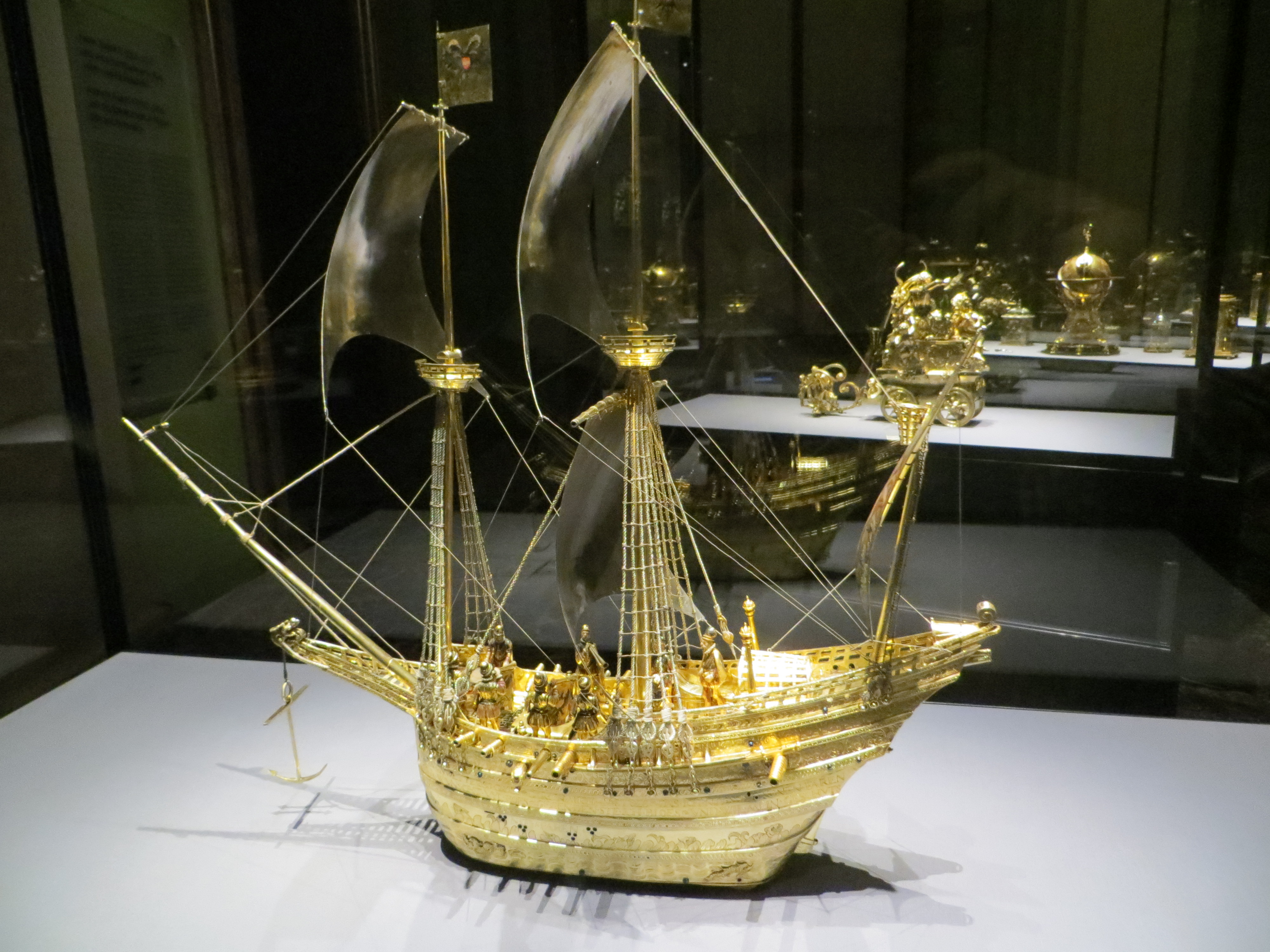
Seitenansicht des Modells aus dem Kunsthistorischen Museum
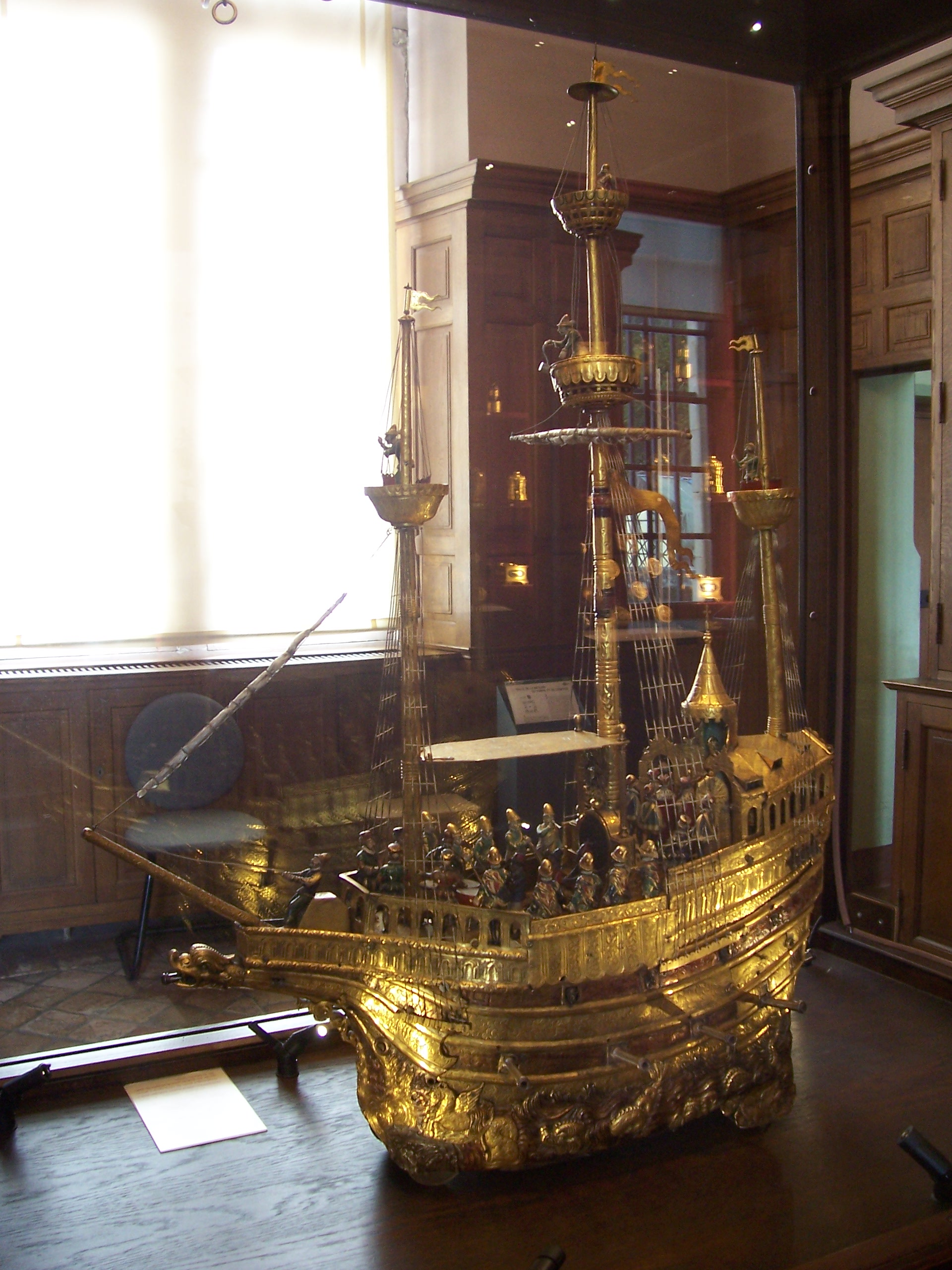
Galeone aus dem Château d'Ecouen
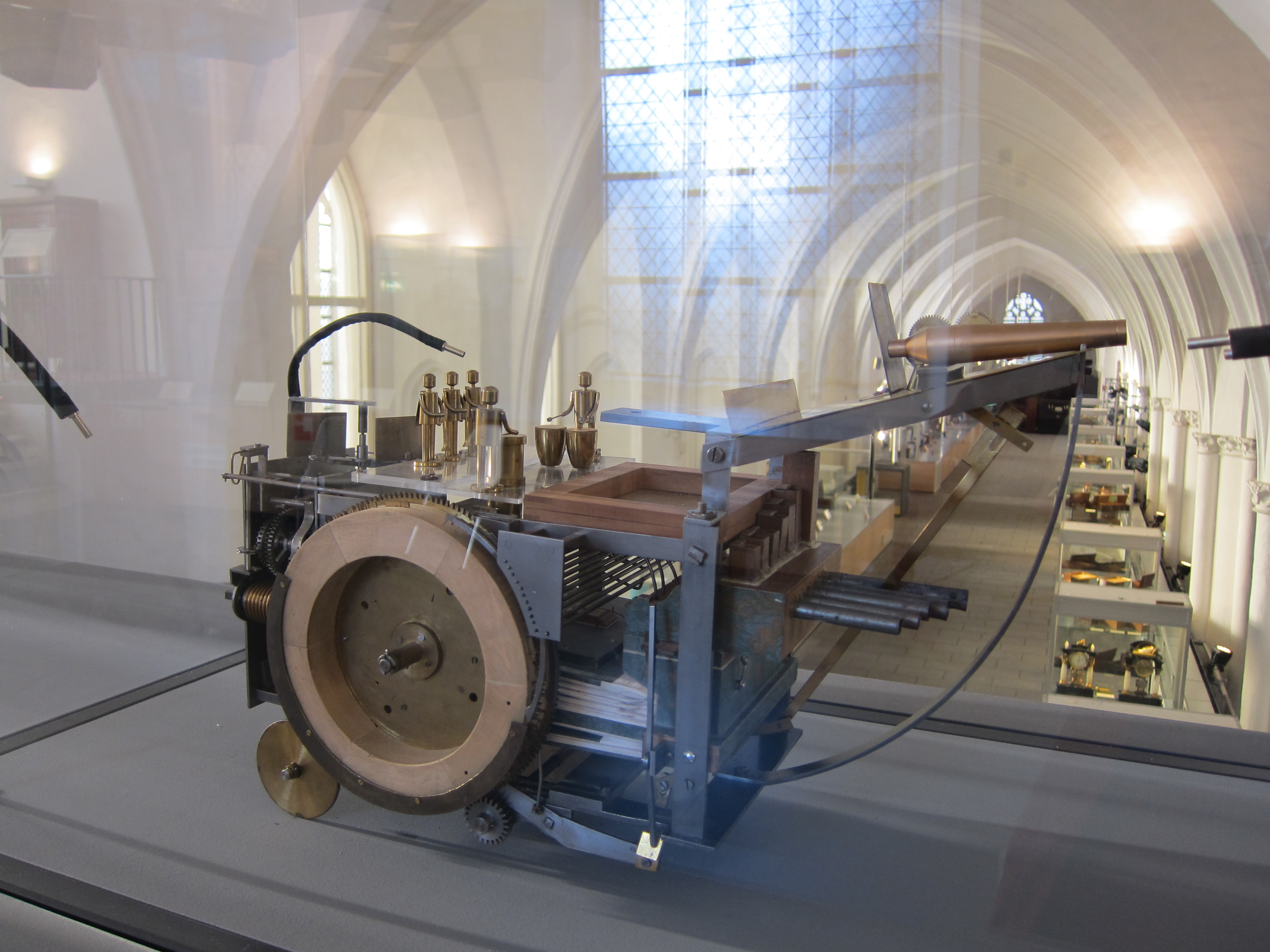
Funktionierende Nachbildung im Museum Speelklok in Utrecht